# 岡原文彰
岡原 文彰（おかはら ふみあき、1970年〈昭和45年〉4月23日 - ）は、日本の政治家。愛媛県宇和島市長（2期）。元宇和島市議会議員（1期）。

## 来歴
愛媛県宇和島市出身。宇和島市立宇和津小学校、宇和島市立城東中学校、愛媛県立宇和島東高等学校、松山大学法学部卒業。水産会社に勤務。
2011年（平成23年）4月10日に行われた愛媛県議会議員選挙に宇和島市・北宇和郡選挙区（定数4）から民主党公認で出馬するも次点で落選。
2013年（平成25年）9月1日に行われた宇和島市議会議員選挙に出馬しトップ当選を果たす。無会派。
2017年（平成29年）8月27日に行われた宇和島市長選挙に出馬し、前市議の兵頭司博を破り初当選した。9月11日、市長就任。
※当日有権者数：66,755人 最終投票率：70.03%（前回比：pts）
| 候補者名 | 年齢 | 所属党派 | 新旧別 | 得票数   | 得票率 | 推薦・支持 |
| -------- | ---- | -------- | ------ | -------- | ------ | ---------- |
| 岡原文彰 | 47   | 無所属   | 新     | 28,402票 | 62.09% |            |
| 兵頭司博 | 56   | 無所属   | 新     | 17,342票 | 37.91% |            |

2021年、無投票で再選。